# Michèle Lituac
Michèle Lituac, née le 17 août 1957 à Aix-en-Provence, est une actrice et adaptatrice française, évoluant au Québec. Elle est la voix française et québécoise régulière des actrices Lisa Kudrow, Thandie Newton et Kristin Chenoweth. Elle a également été la première voix française de Barbie dans la série de films d'animation de 2001 à 2006.

## Biographie
En France, elle est notamment connue pour avoir doublé Lisa Kudrow dans la série Friends et être une voix récurrente des films de la poupée Barbie.
Michèle Lituac est partie vivre au Québec, où elle a continué à exercer le doublage. Là-bas on peut notamment la voir dans le long-métrage Mommy de Xavier Dolan et le court-métrage Odette de Nicolas Bacon. Néanmoins elle est récemment revenue vivre en France.
Elle sort du cours Raymond Girard, à Paris, en 1976 avec le prix Françoise Dorléac qui lui est remis par Catherine Deneuve et ses parents, Monsieur et Madame Dorléac, et dédicacé par François Truffaut.
Depuis 2003, Michèle est aussi adaptatrice et directrice de plateau de doublage à Montréal.
Michèle est mariée depuis 1991 et a deux enfants.

## Filmographie

### Cinéma
- 1978 : La Raison d'État, d'André Cayatte
- 1978 : Vas-y maman de Nicole de Buron
- 1979 : Clair de femme de Costa-Gavras
- 1981 : Les hommes préfèrent les grosses de Jean-Marie Poiré
- 2014 : Mommy de Xavier Dolan

#### Court métrage
- 2011 : Odette de Nicolas Bacon
- 2016 : Tard dans la nuit de Thomas Devouge

### Télévision
- 1977 : Un été albigeois de Jacques Trébouta
- 1977 : La preuve par cinq de Jeannette Hubert
- 1978 : Allégra de Michel Wyn
- 1978 : Le devoir de français de Jean-Pierre Blanc
- 1979 : La part des ténèbres de Jean-Luc Moreau
- 1980 : La Vie des autres
- 1980 : Remarie-moienregistré au théâtre Daunou
- 1980 : L'Ordre de Jean Prat
- 1980 : Une visite à l'exposition universelle de Jean-Christophe Averty
- 1981 : Adèle ou Marguerite, enregistré au théâtre Hébertot
- 1981 : Ursule Mirouët de Marcel Cravenne
- 1982 : Il n'y a plus d’innocents
- 1985 : Le roi clos de Jean-Christophe Averty
- 1985 : Jouez hautbois, résonnez musettes de Jean-Christophe Averty
- 1985 : L'homme à tout faire de Gérard Espinasse
- 1986 : Les Boulingrin de Dominique Juliani
- 1989 : Le désir attrapé par la queue de Jean-Christophe Averty
- 1992 : Maniaque de Jean-Christophe Averty
- 1993 : Van Loc : un grand flic de Marseille de Claude Barois
- 2016 : Les beaux malaises de Francis Leclerc
- 2019 : Les Invisibles (série télévisée) d'Alexis Durand-Brault
- 2020 : Épidémie (série télévisée) de Bernard Dansereau
- 2020 : La loi c'est la loi de Vincent Ruel-Côté
- 2023 : Discussions avec mes parents d'Pascal L'Heureux

## Doublage

### Cinéma

#### Films

##### Versions françaises
- Lisa Kudrow dans :
  - Sexe et autres complications (1998) : Lucia De Lury
  - Mafia Blues (1999) : Laura MacNamana
  - Raccroche ! (2000) : Maddy Mozell
  - Marci X (2003) : Marci Feld
  - Nos pires voisins (2014) : Carol Gladstone
  - Nos pires voisins 2 (2016) : Carol Gladstone
  - Table 19 (2017) : Bina Kepp

- 1965 : Daisy Clover : Daisy Clover (Natalie Wood) (Redoublage)
- 1985 : St. Elmo's Fire : Wendy Beamish (Mare Winningham)
- 1988 : Les Feux de la nuit : Theresa (Jessica Lundy)
- 1988 : Le Messager de la mort : Trudy Pike (Penny Peyser)
- 1990 : Coupe de Ville : Tammy (Annabeth Gish)
- 1990 : Gremlins 2, la nouvelle génération : Kate Beringer (Phoebe Cates)
- 1992 : Dracula : Lucy Westenra (Sadie Frost)
- 1996 : Beautiful Girls : Sharon Cassidy (Mira Sorvino)
- 1996 : La Légende d'Aliséa : Aliséa (Nicole Grimaudo et Veronika Logan)
- 1997 : L'Homme qui en savait trop... peu : Dr Ludmilla Krapotkin (Geraldine James)
- 1998 : Alice au pays des merveilles : À travers le miroir : Alice (Kate Beckinsale)
- 1999 : L'Ombre d'un soupçon : Alice Beaufort (Molly Price)
- 2000 : Droit au cœur : Marsha (Holly Wortell)
- 2000 : Le Secret de Jane : Mrs. Lynn Walcott (Kelly Rowan)

##### Versions québécoises
- Thandie Newton dans :
  - Collision (2004) : Christine
  - Cours toujours Dennis (2007) : Libby Oddel
  - 2012 (2009) : Dr Laura Wilson
  - Retreat (2011) : Kate
  - Half of a Yellow Sun (2013) : Olanna
  - Gringo (2018) : Bonnie Soyinka
  - Ma vie avec John F. Donovan (2018) : Audrey Newhouse

- Kristin Chenoweth dans :
  - Voisin contre voisin (2006) : Tia Hall
  - Camping-car (2006) : Mary Jo Gornicke
  - Tout... sauf en famille (2008) : Courtney
  - Encore toi ! (2010) : Georgia King
  - Hit and Run (2012) : Debbie Kreeger
  - Un voisin trop parfait (2015) : Vicky Lansing

- Zooey Deschanel dans :
  - H2G2 : Le Guide du voyageur galactique (2005) : Tricia McMillan
  - Playboy à saisir (2006) : Katherine « Kit »
  - Yes Man (2008) : Allison

- Kerry Washington dans :
  - Ray (2005) : Della Bea Robinson
  - Miracle à Santa Anna (2008) : Zana Wilder

- Rashida Jones dans :
  - Les Ex de mon mec (2004) : Dr Rachel Keyes
  - Drôles d'oiseaux (2011) : Ellie

- Geraldine Hughes dans :
  - Gran Torino (2008) : Karen Kowalski
  - The Book of Henry (2017) : Mme Evans

- Jennifer Elise Cox dans :
  - Les Copains et la légende du chien maudit (2011) : Mme Carroll
  - Les Chiots Noël, la relève est arrivée (2012) : Blue Bright

- Lesley Manville dans :
  - Maléfique (2014) : la fée Florette
  - Maléfique : Le Pouvoir du mal (2019) : la fée Florette

- 2003 : Le Miracle de Berne : Annette Ackermann (Katharina Wackernagel)
- 2003 : Peter Pan : la fée Clochette (Ludivine Sagnier)
- 2004 : Hidalgo : Jazira (Zuleikha Robinson)
- 2005 : Charlie et la Chocolaterie : Mme Bucket (Helena Bonham Carter)
- 2005 : Flight Plan : Fiona (Erika Christensen)
- 2005 : Match en famille : Donna Jones (Laura Kightlinger)
- 2006 : Jugez-moi coupable : Bella DiNorscio (Annabella Sciorra)
- 2006 : Broken d'Alan White : Hope (Heather Graham)
- 2006 : Le Prestige : Sarah Borden (Rebecca Hall)
- 2006 : We Are Marshall : Sandy Lengyel (Kimberly Williams)
- 2007 : Les Cerfs-volants de Kaboul : Soraya (Atossa Leoni)
- 2007 : Il était une fois : Sam (Jodi Benson) et Narratrice (Julie Andrews)
- 2008 : Histoires enchantées : Aspen (Lucy Lawless)
- 2008 : 27 Robes d'Anne Fletcher : Maureen (Melora Hardin)
- 2008 : Le Témoin amoureux : Stephanie (Whitney Cummings)
- 2008 : Le Monde de Narnia : Le Prince Caspian : Reine Prunaprismia (Alicia Borrachero)
- 2009 : Duplicity : Barbara Bofferd (Carrie Preston)
- 2009 : Les deux font la père : Amanda (Lori Loughlin)
- 2009 : Vacances à la grecque : Sue (Natalie O'Donnell)
- 2010 : Devil : Sarah Caraway / Jeune femme (Bojana Novakovic)
- 2010 : StreetDance 3D : Madame Fleurie (Eleanor Bron)
- 2010 : Nanny McPhee et le Big Bang : Isabel Green (Maggie Gyllenhaal)
- 2011 : Bienvenue à Monte-Carlo : Madame Valérie (Valérie Lemercier)
- 2012 : Détour mortel 5 : Lita (Roxanne McKee)
- 2012 : Expendables 2 : Unité spéciale : Maggie Chang (Yu Nan)
- 2016 : Insaisissables 2 : Bu Bu (Tsai Chin)
- 2016 : Deadpool de Tim Miller : L'oncologiste (Donna Yamamoto)
- 2016 : Love and Friendship : Lady DeCourcy (Jemma Redgrave)
- 2017 : Vegas Academy : Coup de poker pour la fac : Raina Theodorakis (Michaela Watkins)
- 2020 : Mulan : Hua Li (Rosalind Chao)

#### Films d'animation

##### Versions françaises
- 1999 : Doug, le film : Fino / Mme Dink
- 2001 : Barbie Casse-noisette : Barbie / Clara
- 2001 : Digimon, le film : Mimi / Mère de Tai / Gatomon / Angewomon / Magnadramon / Opératrice téléphone / Personne âgée du salon de coiffure
- 2002 : Barbie, princesse Raiponce : Barbie / Raiponce
- 2002 : Tristan et Iseut : Brangwen
- 2003 : Barbie et le Lac des cygnes : Barbie / Odette
- 2004 : Barbie : Cœur de princesse : Barbie / Princesse Anneliese et Erika
- 2005 : Barbie Fairytopia : Barbie / Elina
- 2006 : Barbie : Mermaidia : Barbie / Elina

##### Versions québécoises
- 2005 : Chicken Little : Tina
- 2005 : Spookley the Square Pumpkin : Bob / Lyla
- 2007 : Bienvenue chez les Robinson : Lucille Krunklehorn
- 2007 : Ratatouille : Colette
- 2008 : Kung Fu Panda : Vipère
- 2008 : Star Wars: The Clone Wars : Luminara Unduli
- 2008 : Volt, star malgré lui : Mindy, directrice de la programmation
- 2009 : La Légende de Despereaux : Miggery Sow
- 2011 : Kung Fu Panda 2 : Vipère
- 2011 : Mission : Noël : la mère Noël
- 2012 : Rebelle : Maude
- 2012 : Les Pirates ! Bons à rien, mauvais en tout : la dame qui fête
- 2015 : Les Minions : La reine Elizabeth II
- 2016 : Kung Fu Panda 3 : Vipère
- 2016 : Tous en scène : Nana Noodleman
- 2017 : L'Étoile de Noël : Abby
- 2017 : My Little Pony, le film : Princesse Skystar
- 2017 : Kung Fu Panda : Les Secrets du rouleau : Vipère
- 2017 : Cars 3 : Shannon Spokes
- 2019 : Toy Story 4 : Billy, Goat et Gruff
- 2023 : Spider-Man : Across the Spider-Verse : Mme Weber, la conseillère d'orientation

### Télévision

#### Téléfilms

##### Versions françaises
- 1993 : Doubles jumelles, doubles problèmes : Christine Farmer (Kelli Fox)
- 1996 : Soupçons sur un champion : Krista Wilson (Sarah Chalke)
- 1999 : La Saison des miracles : Emilie Thompson (Carla Gugino)

##### Versions québécoises
- Jacqueline Samuda dans :
  - Aurora Teagarden Mysteries (2015) : Mamie Wright (1 épisode)
  - Maison à vendre, cœur à prendre (2019) : Alice Briggs
- 2004 : Prom Queen : Lucinda Pilcher (Fiona Reid)
- 2010 : 16 vœux : Celeste (Anna Mae Routledge)
- 2016 : L'Amour, c'est compliqué : Marilyn Hawkins (Tammy Isbell)
- 2016 : Aurora Teagarden Mysteries : Mme Dimmoch (Chilton Crane) (1 épisode)

#### Séries télévisées

##### Versions françaises
- Lisa Kudrow dans :
  - Friends (1994-2004) : Phoebe Buffay (236 épisodes) / Ursula Buffay, la sœur jumelle de Phoebe
  - Scandal (2013) : Joséphine Marcus (4 épisodes)
  - Grace et Frankie (2018) : Cherryl (3 épisodes)

- Lauralee Bell dans :
  - Les Feux de l'amour (1985-2006) : Christine Blair (1 086 épisodes)
  - Diagnostic : Meurtre (1995) : Lauralee Bell (1 épisode)

- Debra Messing dans :
  - Ned & Stacey (1995-1997) : Stacey Colbert (46 épisodes)
  - ADN, menace immédiate (1998) : Dr Sloan Parker (13 épisodes)

- Stephanie Dicker dans :
  - Fame L.A. (1997-1998) : Reese Toussaint (21 épisodes)
  - Poltergeist : Les Aventuriers du surnaturel (1998) : Mary Johnson (1 épisode)

- Heidi Mark dans :
  - La croisière s'amuse, nouvelle vague (1998-1999) : Nicole Jordan (19 épisodes)
  - Charmed (1999) : Darla (1 épisode)

- Nikki Cox dans :
  - The Norm Show (1999-2001) : Taylor Clayton (27 épisodes)
  - Nikki (2000-2002) : Nikki White (41 épisodes)
- 1978 : La Préférée : Luisa (Tetê Pritzl) (1 épisode)
- 1980-2009 : Haine et Passion : Nola Reardon (Lisa Brown) (50 épisodes)
- 1984-1985 : V : Elisabeth Maxwell (Jennifer Cooke) (19 épisodes)
- 1988-1989 : Les Orages de la guerre : Madeline Henry (Leslie Hope) (mini-série)
- 1989 : Mariés, deux enfants : Mme Weigel (Lora Zane) (1 épisode)
- 1990 : 21 Jump Street : Megan (Katy Boyer) (1 épisode)
- 1991-1993 : Code Quantum : Diana Quinna (Rhondee Beriault) (1 épisode), Lady Alexandra Corrington (Shae D'Lyn) (1 épisode) et Dawn Taylor (Raquel Krelle) (1 épisode)
- 1992-1993 : Alana ou le futur imparfait : Lorien (Catherine McClements)(12 épisodes)
- 1993 : Les Contes de la crypte : Mona (Meredith Salenger) (1 épisode)
- 1993-1994 : Brisco County : Dixie Cousins (Kelly Rutherford) (7 épisodes)
- 1994 : Babylon 5 : Catherine Sakai (Julia Nickson) (3 épisodes)
- 1995 : Melrose Place : Shelly Hanson (Hudson Leick) (10 épisodes)
- 1995 : University Hospital : Jamie Fuller (Hillary Danner) (9 épisodes)
- 1995 : Un privé à Malibu : Destiny Desimone (Lisa Stahl) (10 épisodes)
- 1995-1996 : Masked Rider : Molly (Rheannon Slover) (40 épisodes)
- 1995-1997 : JAG : le lieutenant Tess McKee (Francia Dimase) (2 épisodes)
- 1995-1997 : Presque parfaite : Kim Cooper (Nancy Travis) (34 épisodes)
- 1995-1998 : Au-delà du réel : L'aventure continue : Karen Ross (Megan Follows) (1 épisode), Lisa (Tanya Allen) (1 épisode)
- 1996-1998 Spin City : Ashley Schaeffer (Carla Gugino) (13 épisodes)
- 1997 : Les Dessous de Palm Beach : Patricia (Sarah Peterson) (1 épisode)
- 1998 : McCallum : l'étudiante (Hannah Green) (1 épisode)
- 1998-1999 : Agence Acapulco : Joanna Barnes (Christa Sauls) (26 épisodes)
- 1999 : La Tempête du siècle : Sandra Beals (Nada Despotovich) (mini-série)
- 1999 : New York Police Blues : Laurie Sorenson (Hillary Danner) (1 épisode)
- 1999-2000 : Merci les filles : Jordan (Jessica Capshaw) (13 épisodes)
- 1999-2001 : S Club 7 : Jo (Jo O'Meara) (39 épisodes)
- 2000 : Freaks and Geeks : Miss Foote (Leslie Mann) (1 épisode)
- 2000 : Xena, la guerrière : Brunnhilda (Brittney Powell) (3 épisodes)
- 2000-2002 : À la Maison-Blanche : Ainsley Hayes (Emily Procter) (11 épisodes)
- 2001 : Blonde : Norma Jeane Baker / Marilyn Monroe (Poppy Montgomery) (mini-série)
- 2001 : New York, unité spéciale : Sarah Kimmel (Anna Belknap) (1 épisode)
- 2001 : Charmed : l'Oracle (Krista Allen) (3 épisodes)
- 2001-2002 : Parents à tout prix : Claudia Finnerty (Megyn Price) (37 épisodes)
- 2002-2006 : Sept à la maison : Dr Sarah Glass-Camden (Sarah Danielle Madison) (16 épisodes)
- 2012-2013 : Go On : Sonia (Sarah Baker) (22 épisodes)
- 2013 : Hercule Poirot : Les Quatre : Flossie Monro (Sarah Parish) (1 épisode)
- 2013 : Continuum : Tammy (Carrie Anne Fleming) (1 épisode)
- 2013 : Supernatural : Sarah Blake (Taylor Cole) (1 épisode)
- 2013 : Magic City : Madame Renee (Sherilyn Fenn) (4 épisodes)

##### Versions québécoises
- 2001 : Edgemont : Brenda (Jud Tylor) (17 épisodes)
- 2001-2008 : Paradise Falls : Trish Simpkin (Michelle Latimer) (67 épisodes)
- 2003-2005 : Radio Free Roscoe : Kim Carlisle (Genelle Williams) (15 épisodes)
- 2004 : Fries with That? : Pattie Johnson (Jeanne Bowser) (53 épisodes)
- 2004-2005 : Ma vie de star : E.J. Li (Andrea Lui) (12 épisodes)
- 2005-2007 : La Vie selon Annie : Arden Alcott (Shenae Grimes) (15 épisodes)
- 2008-2009 : Sophie : Melissa Bryant (Amy Lalonde) (14 épisodes)
- 2009 : La limite : Pam (Tasha Lawrence) (15 épisodes)
- 2009-2011 : Les Vies rêvées d'Erica Strange : Dr Naadiah (Joanne Vannicola) (13 épisodes)
- 2012 : Parade's End : Glorvina (Sasha Waddell) (mini-série)
- 2012-2013 : Call Me Fitz : Melody Gray (Gabrielle Miller) (8 épisodes)
- 2013 : Hemlock Grove : Mme Pisarro (Alanis Peart) (5 épisodes)
- 2014-2016 : The Fosters : Rita Hendricks (Rosie O'Donnell) (15 épisodes)
- 2017 : Les Kennedy, un royaume perdu (en) : Gwen Kopechne (Liza Balkan (en)) (mini-série)

#### Séries d'animation

##### Versions françaises
- 1982-1983 : The Super Dimension Fortress Macross : Lisa Hayes (36 épisodes)
- 1987 : Rahan, fils des âges farouches : Alona (1 épisode)
- 1987 : Starcom : Léna (1 épisode)
- 1997 : Dragon Ball GT : Cent ans après : Manba (téléfilm)
- 1997-1998 : Princesse Sissi : Sissi (52 épisodes)
- 1998 : Les Aventures de Skippy : Matilda (26 épisodes)
- 1999-2003 : Digimon Adventure : Mimi Tachikawa / Gatomon (111 épisodes)
- 1999-2003 : Bob l'éponge : Sandy l’écureuil / Mme Puff / Pearl / Karen / Margaret Éponge (1ère voix, 100 épisodes)
- 1999-2006 : Michat-Michien : Shriek
- 2000-2001 : Digimon Adventure 02 : Mimi Tachikawa / Gatomon (50 épisodes)

##### Versions québécoises
- 2005 : Méli-mélo au pôle Nord : Rafael (téléfilm)
- 2005 : Carl au carré : Mère (1 épisode)
- 2005 : Harry et ses dinosaures : Nana (saison 1)
- 2008 : On doit attraper le Père Noël : La mère (téléfilm)
- 2008 : La vie est un zoo : Chichi (20 épisodes)
- 2008-2009 : Star Wars: The Clone Wars : Luminara Unduli (7 épisodes)
- 2009 : Le jardin de TerraLéa : Grubby (26 épisodes)
- 2009-2010 : Noombory et les Super 7 : Totobory (27 épisodes)
- 2010 : Babar : Les Aventures de Badou : Strich (1 épisode)
- 2015-2019 : Supernoobs : Wormeramer (36 épisodes)
- 2017 : Toon Marty : Holly (31 épisodes)

### Jeux vidéo
- 2000 : Baldur's Gate II: Shadows of Amn : Aérie
- 2001 : Baldur's Gate II: Throne of Bhaal : Aérie
- 2011 : Assassin's Creed : Revelations : la cheffe des Romani
- 2012 : Far Cry 3 : Lisa

### Direction artistique
Note : Sauf mention contraire, il est question ici des versions québécoises.

#### Cinéma
- 2006 : Cœurs perdus
- 2006 : The Good German
- 2007 : Le Goût de la vie
- 2008 : Adoration
- 2009 : A Serious Man
- 2010 : Easy Girl
- 2010 : Encore toi !
- 2010 : Donne-moi ta main
- 2010 : Les Chemins de la liberté
- 2011 : Sanctum
- 2011 : Les Winners
- 2011 : La Famille Pickler
- 2011 : Mes meilleures amies
- 2011 : Dance Battle: Honey 2
- 2012 : Hunger Games
- 2012 : Miracle en Alaska
- 2012 : La Cabane dans les bois
- 2012 : Le Chihuahua de Beverly Hills 3
- 2012 : Drôles d'oiseaux
- 2013 : Evil Dead
- 2014 : Hunger Games : La Révolte, partie 1
- 2015 : Krampus
- 2015 : Hunger Games : La Révolte, partie 2
- 2015 : Georges le petit curieux 3 : Retour à la jungle
- 2016 : The Forest
- 2016 : Bridget Jones Baby
- 2022 : Il était une fois 2

#### Télévision
- 2001-2009 : Le Ranch des McLeod
- 2005-2008 : Robson Arms
- 2006-2009 : Hotel Babylon
- 2009 : Le jardin de TerraLéa
- 2009-2011 : Les Vies rêvées d'Erica Strange
- 2011 : Mon fils a disparu
- 2012-2013 : Mudpit
- 2016 : Une Idylle d'automne
- 2017 : Une idylle d'été

## Adaptation
Note : Sauf mention contraire, il est question ici des versions québécoises.

### Cinéma

#### Films
- 2003 : Le Miracle de Berne
- 2005 : Five Fingers
- 2005 : Mémoires d'une geisha
- 2005 : Rencontres à Elizabethtown
- 2005 : Spookley the Square Pumpkin
- 2006 : Civic Duty
- 2006 : Ultraviolet
- 2006 : Cœurs perdus
- 2006 : The Good German
- 2006 : Superman Returns
- 2007 : Nancy Drew
- 2007 : August Rush
- 2007 : Prémonitions
- 2007 : Into the Wild
- 2007 : Les Rails du Destin
- 2007 : Il était une fois
- 2007 : War and Destiny
- 2007 : Le Goût de la vie
- 2007 : Mère-fille, mode d'emploi
- 2007 : Les Cerfs-volants de Kaboul
- 2007 : Quand Chuck rencontre Larry
- 2007 : Une fiancée pas comme les autres
- 2008 : Doute
- 2008 : Adoration
- 2008 : Plein gaz
- 2008 : Maman porteuse
- 2008 : Intraçable
- 2008 : Le Prix de la trahison (en)
- 2008 : Les Insurgés
- 2008 : Le Dernier coup
- 2008 : Le Contrat humain
- 2008 : Les Grands Frères
- 2008 : Un jour, peut-être
- 2008 : Le Projet Lazarus
- 2008 : Papa, la Fac et moi
- 2008 : Nos nuits à Rodanthe
- 2008 : Deux Sœurs pour un roi
- 2008 : Wanted : Choisis ton destin
- 2008 : Le Roi Scorpion 2 : Guerrier de légende
- 2009 : Gooby
- 2009 : La Boîte
- 2009 : Whiteout : Enfer Blanc
- 2009 : Un homme sérieux
- 2009 : La Proposition
- 2009 : Des vacances de printemps d'enfer
- 2009 : Planète hurlante 2
- 2009 : Thomas et l'arc-en-ciel (en)
- 2009 : Destination finale 4
- 2009 : Les deux font la père
- 2009 : Ma vie pour la tienne
- 2009 : L'Assistant du vampire
- 2009 : Ce que pensent les hommes
- 2009 : Quitte-moi... si tu peux !
- 2009 : Le Chihuahua de Beverly Hills
- 2009 : Confessions d'une accro du shopping
- 2010 : Catfish
- 2010 : Greenberg
- 2010 : Easy Girl
- 2010 : Cher John
- 2010 : Nuit et Jour
- 2010 : De la folie dans l'air (en)
- 2010 : Donne-moi ta main
- 2010 : Bébé mode d'emploi
- 2010 : Lettres à Juliette
- 2010 : La Dernière Chanson
- 2010 : Le Chasseur de primes
- 2010 : Les Chemins de la liberté
- 2010 : Nanny McPhee et le Big Bang
- 2011 : Sanctum
- 2011 : Duo à trois
- 2011 : Gagnant gagnant
- 2011 : La Famille Pickler
- 2011 : Mes meilleures amies
- 2011 : Honey 2
- 2012 : Hunger Games : Le Film
- 2012 : La Note parfaite
- 2012 : Drôles d'oiseaux
- 2012 : Miracle en Alaska
- 2012 : Le Téléphone rose
- 2012 : La Cabane dans les bois
- 2012 : Le Chihuahua de Beverly Hills 3
- 2013 : L'Opéra de la terreur
- 2013 : Poursuite blindée
- 2013 : Arnaque américaine
- 2013 : Le Combat de l'année
- 2013 : Hunger Games : L'Embrasement
- 2014 : Match retour
- 2014 : Les Recettes du bonheur
- 2014 : Les Petits Garnements à la rescousse ! (en)
- 2014 : Hunger Games : La Révolte, partie 1
- 2015 : Krampus
- 2015 : The Walk : Rêver plus haut
- 2015 : Hunger Games : La Révolte, partie 2
- 2015 : Le Roi Scorpion 4 : La Quête du pouvoir
- 2016 : Sully
- 2016 : Nerve
- 2016 : La Forêt
- 2016 : Le Bébé de Bridget Jones
- 2016 : Ouija : Les Origines
- 2017 : Lady Bird
- 2019 : Nous
- 2019 : Killerman
- 2019 : Chaud devant !
- 2020 : Fatima
- 2023 : Puppy Love (en)

#### Films d'animation
- 2006 : Georges le petit curieux
- 2007 : Appleseed Ex Machina
- 2008 : WALL-E
- 2008 : Volt, star malgré lui
- 2009 : Georges le petit curieux 2 : Suivez ce singe
- 2014 : Toy Story : Hors du temps
- 2015 : Georges le petit curieux 3 : Retour à la jungle
- 2019 : Abominable
- 2019 : Georges le petit curieux 4 : Royal Monkey

### Télévision
- 2001-2009 : Le Ranch des McLeod
- 2003-2005 : Radio Free Roscoe
- 2005 : Les Mensonges d'une mère
- 2005-2007 : La Vie selon Annie
- 2005-2008 : Robson Arms
- 2005-2017 : Mes parrains sont magiques
- 2006 : Si près de moi !
- 2006-2007 : Mischief City
- 2006-2009 : Hotel Babylon
- 2007-2008 : Will et Mathis
- 2009 : Scooby-Doo : Le mystère commence
- 2009-2023 : Archer
- 2010-2014 : L'Heure de la peur
- 2011 : Mon fils a disparu
- 2011-2015 : Blackstone
- 2011-2016 : Les Frères Kratt
- 2012 : Parade's End
- 2013 : Played, les infiltrés
- 2013-présent : The Next Step : Le Studio
- 2014 : Dinopaws
- 2015 : Ballet Meurtrier
- 2015-2019 : Life in Pieces
- 2015-2020 : The Gourmet Detective
- 2016 : Une Idylle d'automne
- 2016-2018 : Bunnicula
- 2017 : En coulisse avec Julie
- 2017 : Une idylle d'été
- 2016-2020 : The Ranch
- 2018 : Genius Genie
- 2020-2021 : Les Derniers Rescapés (en)

## Théâtre
- 1976 à 1990 environ, par intermittence : La Leçon d'Eugène Ionesco au théâtre de la Huchette ; rôle de l'élève
- 1976 : Tartuffe au festival de Luxeuil, avec Jean-Marc Thibault ; rôle de Mariane
- 1978 : Les Rustres de Carlo Goldoni au théâtre de la Michodière, mis en scène par Claude Santelli ; rôle de Lucietta (reprise du rôle de Sabine Haudepin)
- 1979 : Remarie-moi au théâtre Daunou, mis en scène par Michel Roux
- 1979-1980 : Ardèle ou la Marguerite de Jean Anouilh, mise en scène Pierre Mondy et Roland Piétri, Théâtre Hébertot
- 1981 : Les Grandes Sartreuses au café théâtre Le Fanal
- 1981 : Les Petites Filles modules, écrit et mis en scène par Marc Moro, au café théâtre Les 400 coups
- 1983 : Cami, pièces à lire sous la douche de Cami, mis en scène par Régis Santon (pièce à sketches à quatre personnages)
- 1983 : William premier au Théâtre La Bruyère, mis en scène par Jean-François Prévand
- 1984 : Le Bluffeur de Marc Camoletti, mise en scène de l’auteur, Théâtre de la Michodière